# چارلز دولیتل والکوت
 چارلز دولیتل والکوت (انگلیسی: Charles Doolittle Walcott؛ ۳۱ مارس ۱۸۵۰ – ۹ فوریهٔ ۱۹۲۷) یک دانشمند در زمینه دیرینه‌شناسی اهل ایالات متحده آمریکا بود. وی که کارشناس دیرینه‌شناسی بی‌مهرگان بود سرشناسی خود را بخاطر کشف بورگس شل (Burgess Shale) لایه رسوبی دارای تعداد زیادی فسیل بی‌مهرگان در منطقه رشته‌کوه راکی در پارک ملی یوهو (Yoho National Park) واقع در بریتیش کلمبیا در کشور کانادا بدست آورد. بیشتر این بی‌مهرگان بدست خود او کشف و شناسایی شدند.